# Alexander Karelin

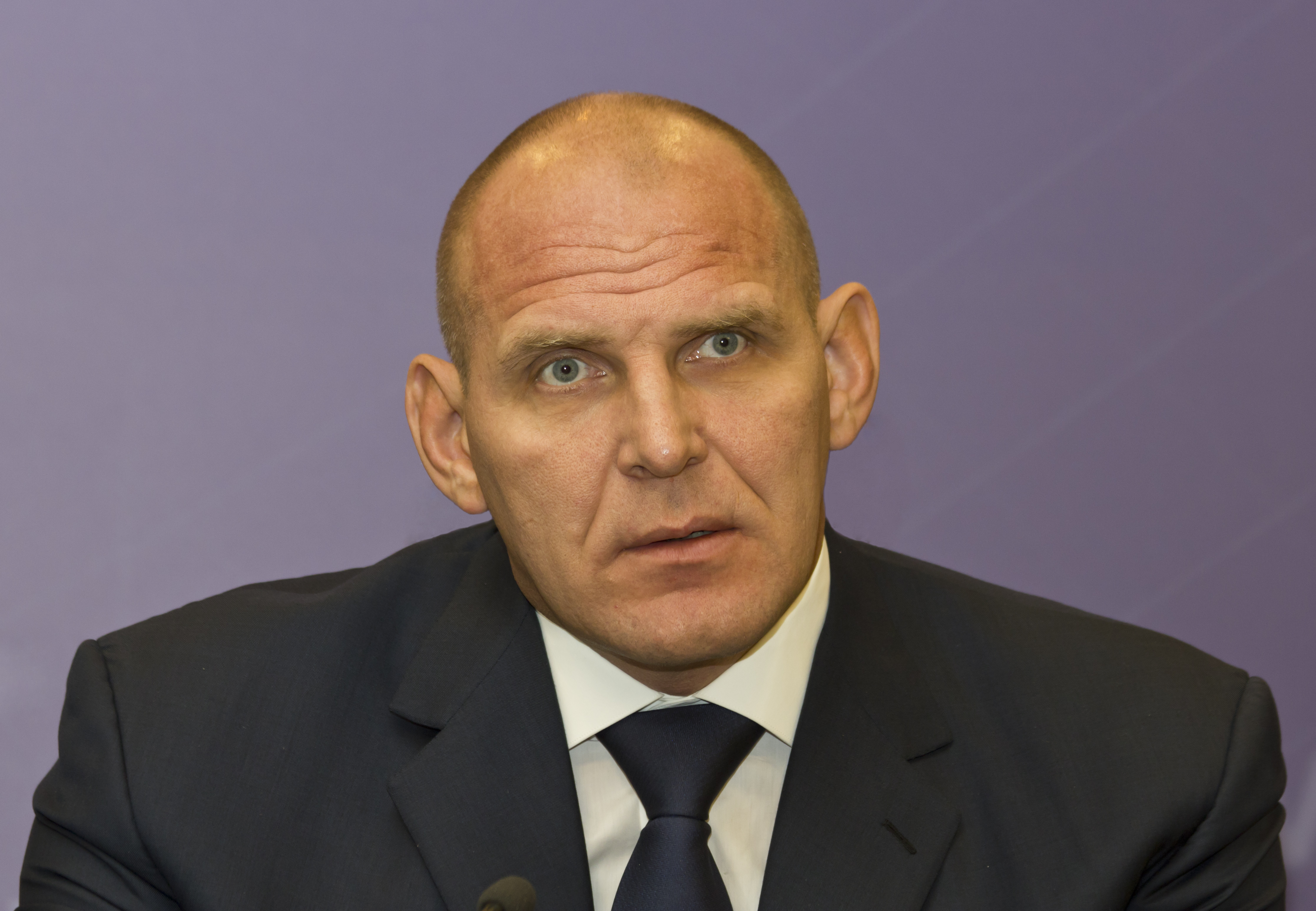
Alexander Karelin

Alexander Aleksandrovitsj Karelin (Russisch: Александр Александрович Карелин) (Novosibirsk, 19 september 1967) is een Russisch worstelaar. Hij is Held van de Russische Federatie.
Karelin won in 1988, 1992 en 1996 gouden medailles op de Olympische Spelen in het Grieks-Romeins worstelen in de klasse superzwaargewicht. Op de Olympische Zomerspelen 2000 behaalde hij zilver. Ook won hij negen keer goud op een wereldkampioenschap, twee keer goud tijdens de wereldbeker, twaalf keer goud op een Europees kampioenschap, twee keer goud op een jeugdwereldkampioenschap en een keer goud op een Europees jeugdkampioenschap.